# Johrenia selinoides
Johrenia selinoides är en flockblommig växtart som beskrevs av Pierre Edmond Boissier och Benedict Balansa. Johrenia selinoides ingår i släktet Johrenia och familjen flockblommiga växter. Inga underarter finns listade i Catalogue of Life.